# Mosquée Ioukhary-Djami d'Alouchta
La mosquée Ioukhary-Djami  est un bâtiment religieux en Crimée. Fondée au XIXe siècle elle se trouve à Alouchta.

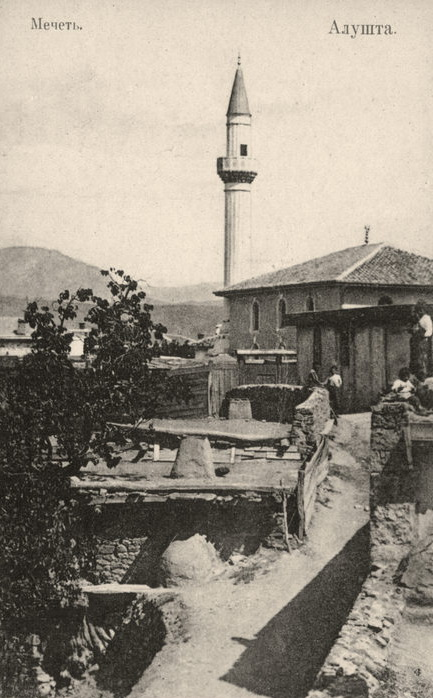
Vue de 1910.